# Buddhas födelsedag
Buddhas födelsedag är en helgdag som firas inom buddhismen.

## Korea
I Korea kallas dagen "부처님 오신 날" (Bucheonim oshin nal) som betyder "Dagen då Buddha kom" men har även ett annat namn, "석가탄신일" (Seokga tansinil) som betyder "Buddhas födelsedag". Buddhism i Korea började efter år 37 f.Kr. när det dåvarande kungariket Goguryeo (고구려) designerade det som den nationella religionen och har fram till senare år varit den dominerande religionen i Korea.
På Buddhas födelsedag besöker många människor buddhistiska tempel (절). Besökarna går runt stentornen och tänder lyktor som innehåller papperslappar där de skrivit önskningar på. Lyktorna kallas för lotuslyktor eftersom de är formade som en lotusblomma. Lyktorna används vid det mest kända evenemanget på Buddhas födelsedag som kallas "연등축제" (Yeondeung Chukje). Man skriver en eller två önskningar på en bit papper, stoppar in det i lyktan och tänder sedan lyktan med ett ljus. Man hänger sedan upp lyktan inne i templet bland de övriga lyktorna som lyser upp hela templet.
Den här dagen äter många av tempelbesökarna mat i templen. Man äter ofta Sachalbibimbap (사찰비빔밥) som är en typ av Bibimbap (비빔밥) fast utan kött och som istället innehåller grönsaker som odlats naturligt och ej i växthus. Att inte äta kött symboliserar ett renande av själen så många besöker templen för att äta denna Bibimbap.
På Buddhas födelsedag tar människor med sig fisk eller sköldpaddor till vattnet på grund av en tradition som kallas Bangsaeng (방생). Det går ut på att släppa djur fria ut i naturen. De vanligaste platserna för detta är floden Han (한강) eller strömmen Cheonggyecheon (청계천).
År 2014 var dagen den 6 maj och 2015 var den 25 maj.